# Typhoid Mary
Mary Tyfoid (Mary Walker), também conhecida como Tyfoid, Bloody Mary I e mais recentemente como Mutante Zero  é uma personagem fictícia dos quadrinhos da Marvel Comics. Apareceu pela primeira vez como uma supervilã inimiga do Demolidor na revista americana Daredevil #254 de Maio de 1988, criada por Ann Nocenti e John Romita, Jr..
O nome da personagem foi retirado do apelido da pessoa da vida real Mary Mallon, conhecida como "Maria Tifoide".

## Biografia ficcional
A vilã Mary Tyfoid é inimiga e também foi amante do Demolidor. Ela possui poderes psiônicos, incluindo telecinésia leve e forte pirocinese (capacidade de provocar chamas), além de ser uma grande artista marcial. Geralmente ela trabalha como assassina contratada pelo crime organizado e sofre de graves problemas mentais.Como Mary Walker ela é tímida, quieta e pacifista. Já Tyfoid é aventureira, desinibida e violenta. Bloody Mary é uma violenta assassina que odeia todos os homens. 
Sua enfermidade deve-se a um acidente envolvendo o Demolidor em início de carreira. Ao perseguir um bandido até o bordel onde ela trabalhava, Mary acabou em pânico e foi jogada pela janela. Teria sido nesse momento que sua personalidade se fraccionou e surgiu a de Mary Tyfoid, com a ideia de vingança contra os homens que não deveriam feri-la novamente . 
Em sua primeira aventura ela conheceu o Demolidor como a tímida Mary, ao mesmo tempo que foi contratada como assassina pelo Rei do Crime . Em sua personalidade de Tyfoid ela começa um romance com o Rei do Crime, ao mesmo tempo que como Mary ela se tornou amante de Matt Murdock . Contratando Bullet, Guerrilheiro e Balaço, ela atacou o Demolidor  e lutou pessoalmente contra o herói .
Tornando-se a capanga favorita do Rei do Crime, Tyfoid frequentemente lutava e mantinha uma relação de amor e ódio contra o Demolidor até que desapareceu. Por intermédio do hipnotismo, Mary conseguiu suprimir suas outras personalidades e durante algum tempo levou uma vida normal como atriz de telenovela. Em Atos de Vingança, Tyfoid ressurgiu e foi enviada pelo Doutor Destino para aprender os segredos da tecnologia Kimeliana do Quarteto Futuro . Novamente contratada pelo Rei do Crime ela encontrou o Mercenário . Ajudou o Rei do Crime a escapar de um ataque do Ossos Cruzados . Lutando para manter as personalidades múltiplas sob controle, ela conheceu Mary Jane Watson e lutou contra o Homem-Aranha quando Bloody Mary se tornou dominante e começou a matar homens que cometeram violência doméstica. Reassumindo o controle, Mary voluntariamente se entregou a polícia para tratamento.
Confinada em uma instituição mental, cada uma das personalidades de Mary contratou um mercenário para eliminar as outras. Mary e Tyfoid alugaram Deadpool e Bloody Mary contratou Vamp/Animus.  Deadpool derrotou esse mas se recusou a matar Mary . Tyfoid e Deadpool tiveram algumas aventuras juntos incluindo uma viagem para Nova Iorque para uma luta contra o Demolidor quando, ao ser novamente jogada por uma janela, ela recobrou sua memória. Deadpool tentou fazer com que Tyfoid continuasse como a personalidade dominante, mas não deu certo e os dois se separaram.
Durante a Guerra Civil, Mary é encontrada por Henry Peter Gyrich e recrutada para o programa Iniciativa. Nas aventuras começa a aparecer o "Mutante Zero", apresentado como um mutante sem registro até que o mesmo é revelado como uma nova personalidade de Mary Tyfoid .

## Adaptações

### Televisão
- Mary Tyfoid faz uma aparição sem falas na série animada dos X-Men, no episódio "Beyond Good and Evil pt. 3." . Ela foi uma das mutantes psíquicas capturadas por  Apocalipse (outras foram Psylocke, Oráculo, Serpente da Lua, Emma Frost, Stryfe e Rachel Summers).

- Mary Tyfoid aparece também na série animada Avengers Assemble, na 4º temporada episódio 4  "Prison Break" ou "Fuga da Prisão" ajudando Viúva Escarlate e Zarda (Marvel Comics) a  libertar alguns prisioneiros como Caveira Vermelha e o Fantasma.

- Em 2018, Mary Walker aparece interpretada por Alice Eve na segunda temporada da série Punho de Ferro, da Netflix. Nessa versão ela é uma ex militar que trabalha como mercenária. Duas de suas personalidades são abordadas na série, a meiga artista Mary e a violenta mercenária Walker. Fica entendido que existe uma terceira personalidade que não era de conhecimento das outras duas, que aparentemente é mais violenta e sanguinária do que Walker.

### Filmes
- Uma vilã chamada Typhoid (interpretada por Natassia Malthe) apareceu em Elektra, bem diferente do personagem dos quadrinhos. No filme ela é uma assassina do Tentaculo que mata com o toque. Tyfoid beija Elektra e com isso a contamina com veneno que quase a mata.

### Vídeogames
- Mary Tyfoid aparece em The Amazing Spider-Man vs. The Kingpin da Sega CD, como um dos guarda-costas pessoais do Rei do Crime (O Mercenário é o outro).